# Världsmästerskapet i fotboll 2022
Världsmästerskapet i fotboll 2022 spelades i Qatar. Det beslutades av Fifas exekutivkommitté efter en omröstning i Zürich den 2 december 2010. Det är herrarnas 22:a VM-turnering genom tiderna. Detta är det första VM som hålls i arabvärlden och det andra VM som hålls helt i Asien efter 2002 års turnering i Sydkorea och Japan. 
I deras första VM-framträdande någonsin förlorade Qatar med 2–0 och blev den första värdnationen att förlora sin öppningsmatch. Finalen spelades den 18 december 2022. Argentina vann efter straffläggning. 
Det är också det sista världsmästerskapet med 32 deltagande landslag innan det utökas till 48 inför nästkommande VM. 
Qatar har av flera människorättsorganisationer kritiserats för brist på mänskliga rättigheter; bland annat på grund av slaveri, könsdiskriminering, brist på religionsfrihet och dödsstraff för sexuella minoriteter. Beslutet att arrangera ett världsmästerskap i landet, är kontroversiellt och har medfört en internationell debatt.
Qatar med omkring 2,3 miljoner invånare, varav endast en femtedel är qatarier medan övriga är gästarbetare, är den minsta nationen någonsin, som fått arrangera ett fotbolls-VM. Kritik har riktats både mot beslutet, att anordna mästerskapet i Qatar och mot förhållandena för byggnadsarbetarna. Av dessa beräknas 6 500, många från Indien och Nepal, ha omkommit på grund av brister i arbetsmiljön fram till i februari 2021.
Tidigare FIFA-presidenten Sepp Blatter har två gånger sagt att det var ett "misstag" att ge Qatar värdrättigheter. Den nuvarande FIFA-presidenten Gianni Infantino har dock försvarat värdskapet för turneringen i Qatar.
Gruppspelsmatchen mellan Costa Rica och Tyskland dömdes av den franska domaren Stéphanie Frappart. Hon är den första kvinna som varit huvuddomare i herrarnas världsmästerskap i fotboll. Totalt har FIFA tagit ut tre kvinnor som huvuddomare och tre som assisterande domare inför turneringen. Domarteamet ifrågasattes för att de saknade tidigare gemensamma domarerfarenheter, något som är brukligt för uppdrag på världsmästerskapsnivå.[källa behövs]
Inför åttondelsfinalen mellan England och Senegal tvingades den engelska fotbollsspelaren Raheem Sterling lämna truppen och Qatar efter att hans familj drabbats av inbrott i hemmet i England.

## Speldatum
På grund av för hög temperatur (vanligen runt 40 grader på dagen) spelades denna turnering inte vid den traditionella tiden för VM, i juni–juli, utan den flyttades i stället fram nästan ett halvår. Turneringen inleddes den 20 november och finalen spelades på Qatars nationaldag, den 18 december.

## Omröstningen
En intresseanmälan både för 2018 och 2022 års turnering eller en av dem skulle ha varit inne den 2 februari 2009, och en formell ansökan skulle ha gjorts senast den 16 mars 2009. Totalt kom det in elva ansökningar till Fifa, men efter att Mexiko dragit sig ur och Indonesiens ansökan nekats av Fifa var det endast nio bidrag kvar. Alla ansökarländer som inte var från Europa drog sig ur ansökningarna om 2018 års turnering, vilket medförde att de europeiska ansökarländerna enbart kom att söka 2018 års turnering.
Omröstningen skedde vid Fifas exekutivkommittés sammanträde den 2 december 2010 i Zürich. Efter omröstningen kom det att stå klart att Qatar kommer att få arrangera världsmästerskapet i fotboll för första gången. Valet av Qatar möttes av både kritik och överraskning i media.
Valresultatet i exekutivkommitténs omröstning var följande:
| Land       | Antal röster Omgång 1 | Antal röster Omgång 2 | Antal röster Omgång 3 | Antal röster Omgång 4 |
| ---------- | --------------------- | --------------------- | --------------------- | --------------------- |
| Qatar      | 11                    | 10                    | 11                    | 14                    |
| USA        | 3                     | 5                     | 6                     | 8                     |
| Sydkorea   | 4                     | 5                     | 5                     | i.u.                  |
| Japan      | 3                     | 2                     | i.u.                  | i.u.                  |
| Australien | 1                     | i.u.                  | i.u.                  | i.u.                  |

## Kvalspel

### Kvalificerade lag
| Lag           | Kvalificerad som                   | Kvalificeringsdatum | Tidigare deltagande | Främsta resultat                    |
| ------------- | ---------------------------------- | ------------------- | --- | ----------------------------------- |
| Qatar         | Värdland                           | 2 december 2010     | Debut | —                                   |
| Tyskland      | Uefa, gruppvinnare                 | 11 oktober 2021     | 19 (1934, 1938, 1954, 1958, 1962, 1966, 1970, 1974, 1978, 1982, 1986, 1990, 1994, 1998, 2002, 2006, 2010, 2014, 2018)             | (1954, 1974, 1990, 2014)            |
| Danmark       | Uefa, gruppvinnare                 | 12 oktober 2021     | 5 (1986, 1998, 2002, 2010, 2018)                                                                                                  | Kvartsfinal (1998)                  |
| Brasilien     | Conmebol, vinnare                  | 11 november 2021    | 21 (1930, 1934, 1938, 1950, 1954, 1958, 1962, 1966, 1970, 1974, 1978, 1982, 1986, 1990, 1994, 1998, 2002, 2006, 2010, 2014, 2018) | (1958, 1962, 1970, 1994, 2002)      |
| Belgien       | Uefa, gruppvinnare                 | 13 november 2021    | 13 (1930, 1934, 1938, 1954, 1970, 1982, 1986, 1990, 1994, 1998, 2002, 2014, 2018)                                                 | (2018)                              |
| Frankrike     | Uefa, gruppvinnare                 | 13 november 2021    | 15 (1930, 1934, 1938, 1954, 1958, 1966, 1978, 1982, 1986, 1998, 2002, 2006, 2010, 2014, 2018)                                     | (1998, 2018)                        |
| Kroatien      | Uefa, gruppvinnare                 | 14 november 2021    | 5 (1998, 2002, 2006, 2014, 2018)                                                                                                  | (2018)                              |
| Spanien       | Uefa, gruppvinnare                 | 14 november 2021    | 15 (1934, 1950, 1962, 1966, 1978, 1982, 1986, 1990, 1994, 1998, 2002, 2006, 2010, 2014, 2018)                                     | (2010)                              |
| Serbien       | Uefa, gruppvinnare                 | 14 november 2021    | 2 (2010, 2018) | Trea i gruppspel (2018)             |
| England       | Uefa, gruppvinnare                 | 15 november 2021    | 15 (1950, 1954, 1958, 1962, 1966, 1970, 1982, 1986, 1990, 1998, 2002, 2006, 2010, 2014, 2018)                                     | (1966)                              |
| Schweiz       | Uefa, gruppvinnare                 | 15 november 2021    | 11 (1934, 1938, 1950, 1954, 1962, 1966, 1994, 2006, 2010, 2014, 2018)                                                             | Kvartsfinal (1934, 1938, 1954)      |
| Nederländerna | Uefa, gruppvinnare                 | 16 november 2021    | 10 (1934, 1938, 1974, 1978, 1990, 1994, 1998, 2006, 2010, 2014)                                                                   | (1974, 1978, 2010)                  |
| Argentina     | Conmebol, tvåa                     | 16 november 2021    | 17 (1930, 1934, 1958, 1962, 1966, 1974, 1978, 1982, 1986, 1990, 1994, 1998, 2002, 2006, 2010, 2014, 2018)                         | (1978, 1986)                        |
| Iran          | AFC, gruppvinnare                  | 27 januari 2022     | 5 (1978, 1998, 2006, 2014, 2018)                                                                                                  | Trea i gruppspel (1998, 2018)       |
| Sydkorea      | AFC, grupptvåa                     | 1 februari 2022     | 10 (1954, 1986, 1990, 1994, 1998, 2002, 2006, 2010, 2014, 2018)                                                                   | Fyra (2002)                         |
| Japan         | AFC, grupptvåa                     | 24 mars 2022        | 6 (1998, 2002, 2006, 2010, 2014, 2018)                                                                                            | Åttondelsfinal (2002, 2010, 2018)   |
| Saudiarabien  | AFC, gruppvinnare                  | 24 mars 2022        | 5 (1994, 1998, 2002, 2006, 2018)                                                                                                  | Åttondelsfinal (1994)               |
| Ecuador       | Conmebol, fyra                     | 24 mars 2022        | 3 (2002, 2006, 2014) | Åttondelsfinal (2006)               |
| Uruguay       | Conmebol, trea                     | 24 mars 2022        | 13 (1930, 1950, 1954, 1962, 1966, 1970, 1974, 1986, 1990, 2002, 2010, 2014, 2018)                                                 | (1930, 1950)                        |
| Kanada        | Concacaf, gruppvinnare             | 27 mars 2022        | 1 (1986) | Sist i gruppspel (1986)             |
| Ghana         | Caf, vinnare av omgång 3           | 29 mars 2022        | 3 (2006, 2010, 2014) | Kvartsfinal (2010)                  |
| Senegal       | Caf, vinnare av omgång 3           | 29 mars 2022        | 2 (2002, 2018) | Kvartsfinal (2002)                  |
| Portugal      | Uefa, playoff-vinnare              | 29 mars 2022        | 7 (1966, 1986, 2002, 2006, 2010, 2014, 2018)                                                                                      | (1966)                              |
| Polen         | Uefa, playoff-vinnare              | 29 mars 2022        | 8 (1938, 1974, 1978, 1982, 1986, 2002, 2006, 2018)                                                                                | (1974, 1982)                        |
| Tunisien      | Caf, vinnare av omgång 3           | 29 mars 2022        | 5 (1978, 1998, 2002, 2006, 2018)                                                                                                  | Trea i gruppspel (1978, 2006, 2018) |
| Marocko       | Caf, vinnare av omgång 3           | 29 mars 2022        | 5 (1970, 1986, 1994, 1998, 2018)                                                                                                  | Åttondelsfinal (1986)               |
| Kamerun       | Caf, vinnare av omgång 3           | 29 mars 2022        | 7 (1982, 1990, 1994, 1998, 2002, 2010, 2014)                                                                                      | Kvartsfinal (1990)                  |
| USA           | Concacaf, trea                     | 30 mars 2022        | 10 (1930, 1934, 1950, 1990, 1994, 1998, 2002, 2006, 2010, 2014)                                                                   | (1930)                              |
| Mexiko        | Concacaf, tvåa                     | 30 mars 2022        | 16 (1930, 1950, 1954, 1958, 1962, 1966, 1970, 1978, 1986, 1994, 1998, 2002, 2006, 2010, 2014, 2018)                               | Kvartsfinal (1970, 1986)            |
| Wales         | Uefa, playoff-vinnare              | 5 juni 2022         | 1 (1958) | Kvartsfinal (1958)                  |
| Australien    | Interkontinentalt kvalspel-vinnare | 13 juni 2022        | 5 (1974, 2006, 2010, 2014, 2018)                                                                                                  | Åttondelsfinal (2006)               |
| Costa Rica    | Interkontinentalt kvalspel-vinnare | 14 juni 2022        | 5 (1990, 2002, 2006, 2014, 2018)                                                                                                  | Kvartsfinal (2014)                  |

## Spelorter
Åtta arenor i sju städer planeras att användas. Av dessa är tre sådana arenor som finns i dag och som ska utökas; övriga nio arenor kommer att byggas nya till turneringen. Sex av arenorna kommer att ligga i huvudstaden Doha och övriga arenor ligger i sex andra städer.
Följande arenor och orter kommer att stå värdar för världsmästerskapet i fotboll 2022:
| Qatar 2022                    | Qatar 2022                                | Qatar 2022                                | Qatar 2022             |
| Lusail                        | al-Khor                                   | Doha                                      | Doha                   |
| ----------------------------- | ----------------------------------------- | ----------------------------------------- | ---------------------- |
| Lusail Iconic Stadium         | Al Bayt Stadium                           | Stadium 974                               | Al Thumama Stadium     |
| Kapacitet: 80 000             | Kapacitet: 60 000                         | Kapacitet: 40 000                         | Kapacitet: 40 000      |
|                               |                                           |                                           |                        |
| al-Rayyan                     | · al-Khor Lusail al-Rayyan Doha al-Wakrah | · al-Khor Lusail al-Rayyan Doha al-Wakrah | al-Rayyan              |
| Khalifa International Stadium | · al-Khor Lusail al-Rayyan Doha al-Wakrah | · al-Khor Lusail al-Rayyan Doha al-Wakrah | Education City Stadium |
| Kapacitet: 45 857             | · al-Khor Lusail al-Rayyan Doha al-Wakrah | · al-Khor Lusail al-Rayyan Doha al-Wakrah | Kapacitet: 44 667      |
|                               | · al-Khor Lusail al-Rayyan Doha al-Wakrah | · al-Khor Lusail al-Rayyan Doha al-Wakrah |                        |
| al-Wakrah                     | · al-Khor Lusail al-Rayyan Doha al-Wakrah | · al-Khor Lusail al-Rayyan Doha al-Wakrah | al-Wakrah              |
| Ahmad bin Ali Stadium         | · al-Khor Lusail al-Rayyan Doha al-Wakrah | · al-Khor Lusail al-Rayyan Doha al-Wakrah | Al Janoub Stadium      |
| Kapacitet: 45 032             | · al-Khor Lusail al-Rayyan Doha al-Wakrah | · al-Khor Lusail al-Rayyan Doha al-Wakrah | Kapacitet: 44 325      |
|                               | · al-Khor Lusail al-Rayyan Doha al-Wakrah | · al-Khor Lusail al-Rayyan Doha al-Wakrah |                        |

## Spelschema
Den slutgiltiga dragningen är planerad att dras i april 2022, samma år som man ska spela. 
Matchschemat bekräftades av FIFA den 15 juli 2020. Öppningsmatchen var ursprungligen planerad att involvera värdnationen Qatar, men detta ändrades till att Senegal mot Nederländerna i grupp A skulle få öppna turneringen, detta för att maximera tittarsiffrorna från Sydamerika när värdnationen Qatar möter Ecuador, på Al Bayt Stadium senare samma dag. I mitten av augusti meddelade dock FIFA att man gör ändringar i spelschemat och tidigarelägger Qatars match till den 20 november, allt för att hemmanationen ska få öppna mästerskapet på en egen speldag. Detta ledde även till att startdatumet för hela turneringen ändrades.
Under gruppspelet kommer fyra matcher att spelas varje dag, med starttiderna 13:00, 16:00, 19:00 och 22:00 för de två första omgångarna och 18:00 och 22:00 som ska spelas samtidigt av den sista omgången och för utslagsmatcher. Tredjeplatsmatchen kommer att spelas den 17 december 2022 på Khalifa International Stadium, och finalen kommer att spelas den 18 december 2022 på Lusail Iconic Stadium, båda kl. 18:00.
Till skillnad från tidigare turneringar där matchplatserna och starttiderna för varje match fastställs före dragningen, kommer tilldelningen av gruppmatcher för varje matchdag till en specifik plats och starttid endast att göras efter grupptävlingen, vilket kommer att hållas efter det internationella matchfönstret i mars 2022, när lagen inför varje specifik match är fastställd. Detta är möjligt på grund av platserna i närheten, vilket gör det möjligt för arrangörerna att optimera tilldelningen av stadion för åskådare och starttider för TV-publiken. Gruppspelsmatcherna för varje grupp kommer att tilldelas följande stadion:
Grupp A, B, E, F: Al Bayt Stadium, Khalifa International Stadium, Al Thumama Stadium, Al Rayyan Stadium
Grupp C, D, G, H: Lusail Iconic Stadium, Ras Abu Aboud Stadium, Education City Stadium, Al Janoub Stadium

## Spelartrupper
Lagen bestod av maximalt 26 spelare varav 3 målvakter. 

## Gruppspel
Alla tider är i lokal tid.

### Grupp A
| Nr | Lag           | S | V | O | F | GM | IM | MS | P |
| -- | ------------- | - | - | - | - | -- | -- | -- | - |
| 1  | Nederländerna | 3 | 2 | 1 | 0 | 5  | 1  | +4 | 7 |
| 2  | Senegal       | 3 | 2 | 0 | 1 | 5  | 4  | +1 | 6 |
| 3  | Ecuador       | 3 | 1 | 1 | 1 | 4  | 3  | +1 | 4 |
| 4  | Qatar         | 3 | 0 | 0 | 3 | 1  | 7  | −6 | 0 |

| 1           | 20 november 2022 | Qatar | 0 – 2           | Ecuador                        | Al Bayt Stadium                                         |                                                         |
| 19:00 UTC+3 | 19:00 UTC+3      |       | (0 – 2) Rapport | 16′ (str.), 31′ Enner Valencia | Al Khor Publik: 67 372 Domare: Daniele Orsato (Italien) | Al Khor Publik: 67 372 Domare: Daniele Orsato (Italien) |
| 19:00 UTC+3 | 19:00 UTC+3      |       |                 |                                | Al Khor Publik: 67 372 Domare: Daniele Orsato (Italien) | Al Khor Publik: 67 372 Domare: Daniele Orsato (Italien) |
| 19:00 UTC+3 | 19:00 UTC+3      |       |                 |                                | Al Khor Publik: 67 372 Domare: Daniele Orsato (Italien) | Al Khor Publik: 67 372 Domare: Daniele Orsato (Italien) |

| 2           | 21 november 2022 | Senegal | 0 – 2           | Nederländerna                      | Al Thumama Stadium                                     |                                                        |
| 19:00 UTC+3 | 19:00 UTC+3      |         | (0 – 0) Rapport | 84′ Cody Gakpo 90+9′ Davy Klaassen | Doha Publik: 41 721 Domare: Wilton Sampaio (Brasilien) | Doha Publik: 41 721 Domare: Wilton Sampaio (Brasilien) |
| 19:00 UTC+3 | 19:00 UTC+3      |         |                 |                                    | Doha Publik: 41 721 Domare: Wilton Sampaio (Brasilien) | Doha Publik: 41 721 Domare: Wilton Sampaio (Brasilien) |
| 19:00 UTC+3 | 19:00 UTC+3      |         |                 |                                    | Doha Publik: 41 721 Domare: Wilton Sampaio (Brasilien) | Doha Publik: 41 721 Domare: Wilton Sampaio (Brasilien) |

| 18          | 25 november 2022 | Qatar                | 1 – 3           | Senegal                                             | Al Thumama Stadium                                        |                                                           |
| 16:00 UTC+3 | 16:00 UTC+3      | Mohammed Muntari 78′ | (0 – 1) Rapport | 41′ Boulaye Dia 48′ Famara Diédhiou 84′ Bamba Dieng | Doha Publik: 41 797 Domare: Antonio Mateu Lahoz (Spanien) | Doha Publik: 41 797 Domare: Antonio Mateu Lahoz (Spanien) |
| 16:00 UTC+3 | 16:00 UTC+3      |                      |                 |                                                     | Doha Publik: 41 797 Domare: Antonio Mateu Lahoz (Spanien) | Doha Publik: 41 797 Domare: Antonio Mateu Lahoz (Spanien) |
| 16:00 UTC+3 | 16:00 UTC+3      |                      |                 |                                                     | Doha Publik: 41 797 Domare: Antonio Mateu Lahoz (Spanien) | Doha Publik: 41 797 Domare: Antonio Mateu Lahoz (Spanien) |

| 19          | 25 november 2022 | Nederländerna | 1 – 1           | Ecuador            | Khalifa International Stadium                           |                                                         |
| 19:00 UTC+3 | 19:00 UTC+3      | Cody Gakpo 6′ | (1 – 0) Rapport | 49′ Enner Valencia | Doha Publik: 44 833 Domare: Mustapha Ghorbal (Algeriet) | Doha Publik: 44 833 Domare: Mustapha Ghorbal (Algeriet) |
| 19:00 UTC+3 | 19:00 UTC+3      |               |                 |                    | Doha Publik: 44 833 Domare: Mustapha Ghorbal (Algeriet) | Doha Publik: 44 833 Domare: Mustapha Ghorbal (Algeriet) |
| 19:00 UTC+3 | 19:00 UTC+3      |               |                 |                    | Doha Publik: 44 833 Domare: Mustapha Ghorbal (Algeriet) | Doha Publik: 44 833 Domare: Mustapha Ghorbal (Algeriet) |

| 35          | 29 november 2022 | Ecuador            | 1 – 2           | Senegal                                       | Khalifa International Stadium                          |                                                        |
| 18:00 UTC+3 | 18:00 UTC+3      | Moisés Caicedo 67′ | (0 – 1) Rapport | 44′ (str.) Ismaïla Sarr 70′ Kalidou Koulibaly | Doha Publik: 44 569 Domare: Clément Turpin (Frankrike) | Doha Publik: 44 569 Domare: Clément Turpin (Frankrike) |
| 18:00 UTC+3 | 18:00 UTC+3      |                    |                 |                                               | Doha Publik: 44 569 Domare: Clément Turpin (Frankrike) | Doha Publik: 44 569 Domare: Clément Turpin (Frankrike) |
| 18:00 UTC+3 | 18:00 UTC+3      |                    |                 |                                               | Doha Publik: 44 569 Domare: Clément Turpin (Frankrike) | Doha Publik: 44 569 Domare: Clément Turpin (Frankrike) |

| 36          | 29 november 2022 | Nederländerna                      | 2 – 0   | Qatar | Al Bayt Stadium                                        |                                                        |
| 18:00 UTC+3 | 18:00 UTC+3      | Cody Gakpo 26′ Frenkie de Jong 49′ | Rapport |       | Al Khor Publik: 66 784 Domare: Bakary Gassama (Gambia) | Al Khor Publik: 66 784 Domare: Bakary Gassama (Gambia) |
| 18:00 UTC+3 | 18:00 UTC+3      |                                    |         |       | Al Khor Publik: 66 784 Domare: Bakary Gassama (Gambia) | Al Khor Publik: 66 784 Domare: Bakary Gassama (Gambia) |
| 18:00 UTC+3 | 18:00 UTC+3      |                                    |         |       | Al Khor Publik: 66 784 Domare: Bakary Gassama (Gambia) | Al Khor Publik: 66 784 Domare: Bakary Gassama (Gambia) |

### Grupp B
| Nr | Lag     | S | V | O | F | GM | IM | MS | P |
| -- | ------- | - | - | - | - | -- | -- | -- | - |
| 1  | England | 3 | 2 | 1 | 0 | 9  | 2  | +7 | 7 |
| 2  | USA     | 3 | 1 | 2 | 0 | 2  | 1  | +1 | 5 |
| 3  | Iran    | 3 | 1 | 0 | 2 | 4  | 7  | −3 | 3 |
| 4  | Wales   | 3 | 0 | 1 | 2 | 1  | 6  | −5 | 1 |

| 3           | 21 november 2022 | England                                                                                              | 6 – 2           | Iran                            | Khalifa International Stadium                         |                                                       |
| 16:00 UTC+3 | 16:00 UTC+3      | Jude Bellingham 35′ Bukayo Saka 43′, 62′ Raheem Sterling 45+1′ Marcus Rashford 71′ Jack Grealish 90′ | (3 – 0) Rapport | 65′, 90+13′ (str.) Mehdi Taremi | Doha Publik: 45 334 Domare: Raphael Claus (Brasilien) | Doha Publik: 45 334 Domare: Raphael Claus (Brasilien) |
| 16:00 UTC+3 | 16:00 UTC+3      | |                 |                                 | Doha Publik: 45 334 Domare: Raphael Claus (Brasilien) | Doha Publik: 45 334 Domare: Raphael Claus (Brasilien) |
| 16:00 UTC+3 | 16:00 UTC+3      | |                 |                                 | Doha Publik: 45 334 Domare: Raphael Claus (Brasilien) | Doha Publik: 45 334 Domare: Raphael Claus (Brasilien) |

| 4           | 21 november 2022 | USA              | 1 – 1           | Wales                  | Ahmad bin Ali Stadium                                          |                                                                |
| 22:00 UTC+3 | 22:00 UTC+3      | Timothy Weah 36′ | (1 – 0) Rapport | 82′ (str.) Gareth Bale | al-Rayyan Publik: 43 418 Domare: Abdulrahman Al-Jassim (Qatar) | al-Rayyan Publik: 43 418 Domare: Abdulrahman Al-Jassim (Qatar) |
| 22:00 UTC+3 | 22:00 UTC+3      |                  |                 |                        | al-Rayyan Publik: 43 418 Domare: Abdulrahman Al-Jassim (Qatar) | al-Rayyan Publik: 43 418 Domare: Abdulrahman Al-Jassim (Qatar) |
| 22:00 UTC+3 | 22:00 UTC+3      |                  |                 |                        | al-Rayyan Publik: 43 418 Domare: Abdulrahman Al-Jassim (Qatar) | al-Rayyan Publik: 43 418 Domare: Abdulrahman Al-Jassim (Qatar) |

| 17          | 25 november 2022 | Wales | 0 – 2           | Iran                                        | Ahmad bin Ali Stadium                                      |                                                            |
| 13:00 UTC+3 | 13:00 UTC+3      |       | (0 – 0) Rapport | 90+8′ Rouzbeh Cheshmi 90+11′ Ramin Rezaeian | al-Rayyan Publik: 40 875 Domare: Mario Escobar (Guatemala) | al-Rayyan Publik: 40 875 Domare: Mario Escobar (Guatemala) |
| 13:00 UTC+3 | 13:00 UTC+3      |       |                 |                                             | al-Rayyan Publik: 40 875 Domare: Mario Escobar (Guatemala) | al-Rayyan Publik: 40 875 Domare: Mario Escobar (Guatemala) |
| 13:00 UTC+3 | 13:00 UTC+3      |       |                 |                                             | al-Rayyan Publik: 40 875 Domare: Mario Escobar (Guatemala) | al-Rayyan Publik: 40 875 Domare: Mario Escobar (Guatemala) |

| 20          | 25 november 2022 | England | 0 – 0   | USA | Al Bayt Stadium                                             |                                                             |
| 22:00 UTC+3 | 22:00 UTC+3      |         | Rapport |     | al-Khor Publik: 68 463 Domare: Jesús Valenzuela (Venezuela) | al-Khor Publik: 68 463 Domare: Jesús Valenzuela (Venezuela) |
| 22:00 UTC+3 | 22:00 UTC+3      |         |         |     | al-Khor Publik: 68 463 Domare: Jesús Valenzuela (Venezuela) | al-Khor Publik: 68 463 Domare: Jesús Valenzuela (Venezuela) |
| 22:00 UTC+3 | 22:00 UTC+3      |         |         |     | al-Khor Publik: 68 463 Domare: Jesús Valenzuela (Venezuela) | al-Khor Publik: 68 463 Domare: Jesús Valenzuela (Venezuela) |

| 33          | 29 november 2022 | Wales | 0 – 3           | England                                 | Ahmad bin Ali Stadium                                      |                                                            |
| 22:00 UTC+3 | 22:00 UTC+3      |       | (0 – 0) Rapport | 50′, 68′ Marcus Rashford 51′ Phil Foden | Al Rayyan Publik: 44 297 Domare: Slavko Vinčić (Slovenien) | Al Rayyan Publik: 44 297 Domare: Slavko Vinčić (Slovenien) |
| 22:00 UTC+3 | 22:00 UTC+3      |       |                 |                                         | Al Rayyan Publik: 44 297 Domare: Slavko Vinčić (Slovenien) | Al Rayyan Publik: 44 297 Domare: Slavko Vinčić (Slovenien) |
| 22:00 UTC+3 | 22:00 UTC+3      |       |                 |                                         | Al Rayyan Publik: 44 297 Domare: Slavko Vinčić (Slovenien) | Al Rayyan Publik: 44 297 Domare: Slavko Vinčić (Slovenien) |

| 34          | 29 november 2022 | Iran | 0 – 1           | USA                   | Al Thumama Stadium                                        |                                                           |
| 22:00 UTC+3 | 22:00 UTC+3      |      | (0 – 1) Rapport | 38′ Christian Pulisic | Doha Publik: 42 127 Domare: Antonio Mateu Lahoz (Spanien) | Doha Publik: 42 127 Domare: Antonio Mateu Lahoz (Spanien) |
| 22:00 UTC+3 | 22:00 UTC+3      |      |                 |                       | Doha Publik: 42 127 Domare: Antonio Mateu Lahoz (Spanien) | Doha Publik: 42 127 Domare: Antonio Mateu Lahoz (Spanien) |
| 22:00 UTC+3 | 22:00 UTC+3      |      |                 |                       | Doha Publik: 42 127 Domare: Antonio Mateu Lahoz (Spanien) | Doha Publik: 42 127 Domare: Antonio Mateu Lahoz (Spanien) |

### Grupp C
| Nr | Lag          | S | V | O | F | GM | IM | MS | P |
| -- | ------------ | - | - | - | - | -- | -- | -- | - |
| 1  | Argentina    | 3 | 2 | 0 | 1 | 5  | 2  | +3 | 6 |
| 2  | Polen        | 3 | 1 | 1 | 1 | 2  | 2  | 0  | 4 |
| 3  | Mexiko       | 3 | 1 | 1 | 1 | 2  | 3  | −1 | 4 |
| 4  | Saudiarabien | 3 | 1 | 0 | 2 | 3  | 5  | −2 | 3 |

| 8           | 22 november 2022 | Argentina               | 1 – 2           | Saudiarabien                             | Lusail Iconic Stadium                                   |                                                         |
| 13:00 UTC+3 | 13:00 UTC+3      | Lionel Messi 10′ (str.) | (1 – 0) Rapport | 48′ Saleh Al-Shehri 53′ Salem Al-Dawsari | Lusail Publik: 88 012 Domare: Slavko Vinčić (Slovenien) | Lusail Publik: 88 012 Domare: Slavko Vinčić (Slovenien) |
| 13:00 UTC+3 | 13:00 UTC+3      |                         |                 |                                          | Lusail Publik: 88 012 Domare: Slavko Vinčić (Slovenien) | Lusail Publik: 88 012 Domare: Slavko Vinčić (Slovenien) |
| 13:00 UTC+3 | 13:00 UTC+3      |                         |                 |                                          | Lusail Publik: 88 012 Domare: Slavko Vinčić (Slovenien) | Lusail Publik: 88 012 Domare: Slavko Vinčić (Slovenien) |

| 7           | 22 november 2022 | Mexiko | 0 – 0   | Polen | Stadium 974                                          |                                                      |
| 19:00 UTC+3 | 19:00 UTC+3      |        | Rapport |       | Doha Publik: 39 369 Domare: Chris Beath (Australien) | Doha Publik: 39 369 Domare: Chris Beath (Australien) |
| 19:00 UTC+3 | 19:00 UTC+3      |        |         |       | Doha Publik: 39 369 Domare: Chris Beath (Australien) | Doha Publik: 39 369 Domare: Chris Beath (Australien) |
| 19:00 UTC+3 | 19:00 UTC+3      |        |         |       | Doha Publik: 39 369 Domare: Chris Beath (Australien) | Doha Publik: 39 369 Domare: Chris Beath (Australien) |

| 22          | 26 november 2022 | Polen                                      | 2 – 0           | Saudiarabien | Education City Stadium                                      |                                                             |
| 16:00 UTC+3 | 16:00 UTC+3      | Piotr Zieliński 39′ Robert Lewandowski 82′ | (1 – 0) Rapport |              | Al Rayyan Publik: 44 259 Domare: Wilton Sampaio (Brasilien) | Al Rayyan Publik: 44 259 Domare: Wilton Sampaio (Brasilien) |
| 16:00 UTC+3 | 16:00 UTC+3      |                                            |                 |              | Al Rayyan Publik: 44 259 Domare: Wilton Sampaio (Brasilien) | Al Rayyan Publik: 44 259 Domare: Wilton Sampaio (Brasilien) |
| 16:00 UTC+3 | 16:00 UTC+3      |                                            |                 |              | Al Rayyan Publik: 44 259 Domare: Wilton Sampaio (Brasilien) | Al Rayyan Publik: 44 259 Domare: Wilton Sampaio (Brasilien) |

| 24          | 26 november 2022 | Argentina                           | 2 – 0           | Mexiko | Lusail Iconic Stadium                                |                                                      |
| 22:00 UTC+3 | 22:00 UTC+3      | Lionel Messi 64′ Enzo Fernández 87′ | (0 – 0) Rapport |        | Lusail Publik: 88 966 Domare: Kevin Ortega (Italien) | Lusail Publik: 88 966 Domare: Kevin Ortega (Italien) |
| 22:00 UTC+3 | 22:00 UTC+3      |                                     |                 |        | Lusail Publik: 88 966 Domare: Kevin Ortega (Italien) | Lusail Publik: 88 966 Domare: Kevin Ortega (Italien) |
| 22:00 UTC+3 | 22:00 UTC+3      |                                     |                 |        | Lusail Publik: 88 966 Domare: Kevin Ortega (Italien) | Lusail Publik: 88 966 Domare: Kevin Ortega (Italien) |

| 39          | 30 november 2022 | Polen | 0 – 2           | Argentina                                  | Stadium 974                                                |                                                            |
| 22:00 UTC+3 | 22:00 UTC+3      |       | (0 – 0) Rapport | 46′ Alexis Mac Allister 67′ Julián Álvarez | Doha Publik: 44 089 Domare: Danny Makkelie (Nederländerna) | Doha Publik: 44 089 Domare: Danny Makkelie (Nederländerna) |
| 22:00 UTC+3 | 22:00 UTC+3      |       |                 |                                            | Doha Publik: 44 089 Domare: Danny Makkelie (Nederländerna) | Doha Publik: 44 089 Domare: Danny Makkelie (Nederländerna) |
| 22:00 UTC+3 | 22:00 UTC+3      |       |                 |                                            | Doha Publik: 44 089 Domare: Danny Makkelie (Nederländerna) | Doha Publik: 44 089 Domare: Danny Makkelie (Nederländerna) |

| 40          | 30 november 2022 | Saudiarabien           | 1 – 2           | Mexiko                           | Lusail Iconic Stadium                                  |                                                        |
| 22:00 UTC+3 | 22:00 UTC+3      | Salem Al-Dawsari 90+5′ | (0 – 0) Rapport | 47′ Henry Martín 52′ Luis Chávez | Lusail Publik: 84 985 Domare: Michael Oliver (England) | Lusail Publik: 84 985 Domare: Michael Oliver (England) |
| 22:00 UTC+3 | 22:00 UTC+3      |                        |                 |                                  | Lusail Publik: 84 985 Domare: Michael Oliver (England) | Lusail Publik: 84 985 Domare: Michael Oliver (England) |
| 22:00 UTC+3 | 22:00 UTC+3      |                        |                 |                                  | Lusail Publik: 84 985 Domare: Michael Oliver (England) | Lusail Publik: 84 985 Domare: Michael Oliver (England) |

### Grupp D
| Nr | Lag        | S | V | O | F | GM | IM | MS | P |
| -- | ---------- | - | - | - | - | -- | -- | -- | - |
| 1  | Frankrike  | 3 | 2 | 0 | 1 | 6  | 3  | +3 | 6 |
| 2  | Australien | 3 | 2 | 0 | 1 | 3  | 4  | −1 | 6 |
| 3  | Tunisien   | 3 | 1 | 1 | 1 | 1  | 1  | 0  | 4 |
| 4  | Danmark    | 3 | 0 | 1 | 2 | 1  | 3  | −2 | 1 |

| 6           | 22 november 2022 | Danmark | 0 – 0   | Tunisien | Education City Stadium                                       |                                                              |
| 16:00 UTC+3 | 16:00 UTC+3      |         | Rapport |          | al-Rayyan Publik: 42 925 Domare: César Arturo Ramos (Mexiko) | al-Rayyan Publik: 42 925 Domare: César Arturo Ramos (Mexiko) |
| 16:00 UTC+3 | 16:00 UTC+3      |         |         |          | al-Rayyan Publik: 42 925 Domare: César Arturo Ramos (Mexiko) | al-Rayyan Publik: 42 925 Domare: César Arturo Ramos (Mexiko) |
| 16:00 UTC+3 | 16:00 UTC+3      |         |         |          | al-Rayyan Publik: 42 925 Domare: César Arturo Ramos (Mexiko) | al-Rayyan Publik: 42 925 Domare: César Arturo Ramos (Mexiko) |

| 5           | 22 november 2022 | Frankrike                                                   | 4 – 1           | Australien       | Al Janoub Stadium                                         |                                                           |
| 22:00 UTC+3 | 22:00 UTC+3      | Adrien Rabiot 27′ Olivier Giroud 32′, 71′ Kylian Mbappé 68′ | (2 – 1) Rapport | 9′ Craig Goodwin | al-Wakrah Publik: 40 875 Domare: Victor Gomes (Sydafrika) | al-Wakrah Publik: 40 875 Domare: Victor Gomes (Sydafrika) |
| 22:00 UTC+3 | 22:00 UTC+3      |                                                             |                 |                  | al-Wakrah Publik: 40 875 Domare: Victor Gomes (Sydafrika) | al-Wakrah Publik: 40 875 Domare: Victor Gomes (Sydafrika) |
| 22:00 UTC+3 | 22:00 UTC+3      |                                                             |                 |                  | al-Wakrah Publik: 40 875 Domare: Victor Gomes (Sydafrika) | al-Wakrah Publik: 40 875 Domare: Victor Gomes (Sydafrika) |

| 21          | 26 november 2022 | Tunisien | 0 – 1           | Australien        | Al Janoub Stadium                                          |                                                            |
| 13:00 UTC+3 | 13:00 UTC+3      |          | (0 – 1) Rapport | 23′ Mitchell Duke | al-Wakrah Publik: 41 823 Domare: Daniel Siebert (Tyskland) | al-Wakrah Publik: 41 823 Domare: Daniel Siebert (Tyskland) |
| 13:00 UTC+3 | 13:00 UTC+3      |          |                 |                   | al-Wakrah Publik: 41 823 Domare: Daniel Siebert (Tyskland) | al-Wakrah Publik: 41 823 Domare: Daniel Siebert (Tyskland) |
| 13:00 UTC+3 | 13:00 UTC+3      |          |                 |                   | al-Wakrah Publik: 41 823 Domare: Daniel Siebert (Tyskland) | al-Wakrah Publik: 41 823 Domare: Daniel Siebert (Tyskland) |

| 23          | 26 november 2022 | Frankrike              | 2 – 1           | Danmark                 | Stadium 974                                          |                                                      |
| 19:00 UTC+3 | 19:00 UTC+3      | Kylian Mbappé 61′, 86′ | (0 – 0) Rapport | 68′ Andreas Christensen | Doha Publik: 42 860 Domare: Szymon Marciniak (Polen) | Doha Publik: 42 860 Domare: Szymon Marciniak (Polen) |
| 19:00 UTC+3 | 19:00 UTC+3      |                        |                 |                         | Doha Publik: 42 860 Domare: Szymon Marciniak (Polen) | Doha Publik: 42 860 Domare: Szymon Marciniak (Polen) |
| 19:00 UTC+3 | 19:00 UTC+3      |                        |                 |                         | Doha Publik: 42 860 Domare: Szymon Marciniak (Polen) | Doha Publik: 42 860 Domare: Szymon Marciniak (Polen) |

| 37          | 30 november 2022 | Australien        | 1 – 0           | Danmark | Al Janoub Stadium                                            |                                                              |
| 18:00 UTC+3 | 18:00 UTC+3      | Mathew Leckie 60′ | (0 – 0) Rapport |         | al-Wakrah Publik: 41 232 Domare: Mustapha Ghorbal (Algeriet) | al-Wakrah Publik: 41 232 Domare: Mustapha Ghorbal (Algeriet) |
| 18:00 UTC+3 | 18:00 UTC+3      |                   |                 |         | al-Wakrah Publik: 41 232 Domare: Mustapha Ghorbal (Algeriet) | al-Wakrah Publik: 41 232 Domare: Mustapha Ghorbal (Algeriet) |
| 18:00 UTC+3 | 18:00 UTC+3      |                   |                 |         | al-Wakrah Publik: 41 232 Domare: Mustapha Ghorbal (Algeriet) | al-Wakrah Publik: 41 232 Domare: Mustapha Ghorbal (Algeriet) |

| 38          | 30 november 2022 | Tunisien         | 1 – 0           | Frankrike | Education City Stadium                                        |                                                               |
| 18:00 UTC+3 | 18:00 UTC+3      | Wahbi Khazri 58′ | (0 – 0) Rapport |           | al-Rayyan Publik: 43 627 Domare: Matthew Conger (Nya Zeeland) | al-Rayyan Publik: 43 627 Domare: Matthew Conger (Nya Zeeland) |
| 18:00 UTC+3 | 18:00 UTC+3      |                  |                 |           | al-Rayyan Publik: 43 627 Domare: Matthew Conger (Nya Zeeland) | al-Rayyan Publik: 43 627 Domare: Matthew Conger (Nya Zeeland) |
| 18:00 UTC+3 | 18:00 UTC+3      |                  |                 |           | al-Rayyan Publik: 43 627 Domare: Matthew Conger (Nya Zeeland) | al-Rayyan Publik: 43 627 Domare: Matthew Conger (Nya Zeeland) |

### Grupp E
| Nr | Lag        | S | V | O | F | GM | IM | MS | P |
| -- | ---------- | - | - | - | - | -- | -- | -- | - |
| 1  | Japan      | 3 | 2 | 0 | 1 | 4  | 3  | +1 | 6 |
| 2  | Spanien    | 3 | 1 | 1 | 1 | 9  | 3  | +6 | 4 |
| 3  | Tyskland   | 3 | 1 | 1 | 1 | 6  | 5  | +1 | 4 |
| 4  | Costa Rica | 3 | 1 | 0 | 2 | 3  | 11 | −8 | 3 |

| 11          | 23 november 2022 | Tyskland                  | 1 – 2           | Japan                           | Khalifa International Stadium                         |                                                       |
| 16:00 UTC+3 | 16:00 UTC+3      | İlkay Gündoğan 33′ (str.) | (1 – 0) Rapport | 75′ Ritsu Dōan 83′ Takuma Asano | Doha Publik: 42 608 Domare: Iván Barton (El Salvador) | Doha Publik: 42 608 Domare: Iván Barton (El Salvador) |
| 16:00 UTC+3 | 16:00 UTC+3      |                           |                 |                                 | Doha Publik: 42 608 Domare: Iván Barton (El Salvador) | Doha Publik: 42 608 Domare: Iván Barton (El Salvador) |
| 16:00 UTC+3 | 16:00 UTC+3      |                           |                 |                                 | Doha Publik: 42 608 Domare: Iván Barton (El Salvador) | Doha Publik: 42 608 Domare: Iván Barton (El Salvador) |

| 10          | 23 november 2022 | Spanien                                                                                              | 7 – 0           | Costa Rica | Al Thumama Stadium                                                                  |                                                                                     |
| 19:00 UTC+3 | 19:00 UTC+3      | Dani Olmo 11′ Marco Asensio 21′, 54′ Ferran Torres 31′ Gavi 74′ Carlos Soler 90′ Álvaro Morata 90+2′ | (3 – 0) Rapport |            | Doha Publik: 40 013 Domare: Mohammed Abdulla Hassan Mohamed (Förenade arabemiraten) | Doha Publik: 40 013 Domare: Mohammed Abdulla Hassan Mohamed (Förenade arabemiraten) |
| 19:00 UTC+3 | 19:00 UTC+3      | |                 |            | Doha Publik: 40 013 Domare: Mohammed Abdulla Hassan Mohamed (Förenade arabemiraten) | Doha Publik: 40 013 Domare: Mohammed Abdulla Hassan Mohamed (Förenade arabemiraten) |
| 19:00 UTC+3 | 19:00 UTC+3      | |                 |            | Doha Publik: 40 013 Domare: Mohammed Abdulla Hassan Mohamed (Förenade arabemiraten) | Doha Publik: 40 013 Domare: Mohammed Abdulla Hassan Mohamed (Förenade arabemiraten) |

| 25          | 27 november 2022 | Japan | 0 – 1           | Costa Rica         | Ahmad bin Ali Stadium                                     |                                                           |
| 13:00 UTC+3 | 13:00 UTC+3      |       | (0 – 0) Rapport | 81′ Keysher Fuller | al-Rayyan Publik: 41 479 Domare: Michael Oliver (England) | al-Rayyan Publik: 41 479 Domare: Michael Oliver (England) |
| 13:00 UTC+3 | 13:00 UTC+3      |       |                 |                    | al-Rayyan Publik: 41 479 Domare: Michael Oliver (England) | al-Rayyan Publik: 41 479 Domare: Michael Oliver (England) |
| 13:00 UTC+3 | 13:00 UTC+3      |       |                 |                    | al-Rayyan Publik: 41 479 Domare: Michael Oliver (England) | al-Rayyan Publik: 41 479 Domare: Michael Oliver (England) |

| 28          | 27 november 2022 | Spanien           | 1 – 1           | Tyskland            | Al Bayt Stadium                                               |                                                               |
| 22:00 UTC+3 | 22:00 UTC+3      | Álvaro Morata 62′ | (0 – 0) Rapport | 83′ Niclas Füllkrug | Al Khor Publik: 68 895 Domare: Danny Makkelie (Nederländerna) | Al Khor Publik: 68 895 Domare: Danny Makkelie (Nederländerna) |
| 22:00 UTC+3 | 22:00 UTC+3      |                   |                 |                     | Al Khor Publik: 68 895 Domare: Danny Makkelie (Nederländerna) | Al Khor Publik: 68 895 Domare: Danny Makkelie (Nederländerna) |
| 22:00 UTC+3 | 22:00 UTC+3      |                   |                 |                     | Al Khor Publik: 68 895 Domare: Danny Makkelie (Nederländerna) | Al Khor Publik: 68 895 Domare: Danny Makkelie (Nederländerna) |

| 43          | 1 december 2022 | Japan                        | 2 – 1           | Spanien           | Khalifa International Stadium                        |                                                      |
| 22:00 UTC+3 | 22:00 UTC+3     | Ritsu Dōan 48′ Ao Tanaka 51′ | (0 – 1) Rapport | 11′ Álvaro Morata | Doha Publik: 44 851 Domare: Victor Gomes (Sydafrika) | Doha Publik: 44 851 Domare: Victor Gomes (Sydafrika) |
| 22:00 UTC+3 | 22:00 UTC+3     |                              |                 |                   | Doha Publik: 44 851 Domare: Victor Gomes (Sydafrika) | Doha Publik: 44 851 Domare: Victor Gomes (Sydafrika) |
| 22:00 UTC+3 | 22:00 UTC+3     |                              |                 |                   | Doha Publik: 44 851 Domare: Victor Gomes (Sydafrika) | Doha Publik: 44 851 Domare: Victor Gomes (Sydafrika) |

| 44          | 1 december 2022 | Costa Rica                                 | 2 – 4           | Tyskland                                                  | Al Bayt Stadium                                               |                                                               |
| 22:00 UTC+3 | 22:00 UTC+3     | Yeltsin Tejeda 58′ Manuel Neuer 70′ (sjm.) | (0 – 1) Rapport | 10′ Serge Gnabry 73′, 85′ Kai Havertz 89′ Niclas Füllkrug | al-Khor Publik: 67 054 Domare: Stéphanie Frappart (Frankrike) | al-Khor Publik: 67 054 Domare: Stéphanie Frappart (Frankrike) |
| 22:00 UTC+3 | 22:00 UTC+3     |                                            |                 |                                                           | al-Khor Publik: 67 054 Domare: Stéphanie Frappart (Frankrike) | al-Khor Publik: 67 054 Domare: Stéphanie Frappart (Frankrike) |
| 22:00 UTC+3 | 22:00 UTC+3     |                                            |                 |                                                           | al-Khor Publik: 67 054 Domare: Stéphanie Frappart (Frankrike) | al-Khor Publik: 67 054 Domare: Stéphanie Frappart (Frankrike) |

### Grupp F
| Nr | Lag      | S | V | O | F | GM | IM | MS | P |
| -- | -------- | - | - | - | - | -- | -- | -- | - |
| 1  | Marocko  | 3 | 2 | 1 | 0 | 4  | 1  | +3 | 7 |
| 2  | Kroatien | 3 | 1 | 2 | 0 | 4  | 1  | +3 | 5 |
| 3  | Belgien  | 3 | 1 | 1 | 1 | 1  | 2  | −1 | 4 |
| 4  | Kanada   | 3 | 0 | 0 | 3 | 2  | 7  | −5 | 0 |

| 12          | 23 november 2022 | Marocko | 0 – 0   | Kroatien | Al Bayt Stadium                                               |                                                               |
| 13:00 UTC+3 | 13:00 UTC+3      |         | Rapport |          | al-Khor Publik: 59 407 Domare: Fernando Rapallini (Argentina) | al-Khor Publik: 59 407 Domare: Fernando Rapallini (Argentina) |
| 13:00 UTC+3 | 13:00 UTC+3      |         |         |          | al-Khor Publik: 59 407 Domare: Fernando Rapallini (Argentina) | al-Khor Publik: 59 407 Domare: Fernando Rapallini (Argentina) |
| 13:00 UTC+3 | 13:00 UTC+3      |         |         |          | al-Khor Publik: 59 407 Domare: Fernando Rapallini (Argentina) | al-Khor Publik: 59 407 Domare: Fernando Rapallini (Argentina) |

| 9           | 23 november 2022 | Belgien             | 1 – 0           | Kanada | Ahmad bin Ali Stadium                              |                                                    |
| 22:00 UTC+3 | 22:00 UTC+3      | Michy Batshuayi 44′ | (1 – 0) Rapport |        | Doha Publik: 40 432 Domare: Janny Sikazwe (Zambia) | Doha Publik: 40 432 Domare: Janny Sikazwe (Zambia) |
| 22:00 UTC+3 | 22:00 UTC+3      |                     |                 |        | Doha Publik: 40 432 Domare: Janny Sikazwe (Zambia) | Doha Publik: 40 432 Domare: Janny Sikazwe (Zambia) |
| 22:00 UTC+3 | 22:00 UTC+3      |                     |                 |        | Doha Publik: 40 432 Domare: Janny Sikazwe (Zambia) | Doha Publik: 40 432 Domare: Janny Sikazwe (Zambia) |

| 26          | 27 november 2022 | Belgien | 0 – 2           | Marocko                                       | Al Thumama Stadium                                      |                                                         |
| 16:00 UTC+3 | 16:00 UTC+3      |         | (0 – 0) Rapport | 73′ Abdelhamid Sabiri 90+2′ Zakaria Aboukhlal | Doha Publik: 43 738 Domare: César Arturo Ramos (Mexiko) | Doha Publik: 43 738 Domare: César Arturo Ramos (Mexiko) |
| 16:00 UTC+3 | 16:00 UTC+3      |         |                 |                                               | Doha Publik: 43 738 Domare: César Arturo Ramos (Mexiko) | Doha Publik: 43 738 Domare: César Arturo Ramos (Mexiko) |
| 16:00 UTC+3 | 16:00 UTC+3      |         |                 |                                               | Doha Publik: 43 738 Domare: César Arturo Ramos (Mexiko) | Doha Publik: 43 738 Domare: César Arturo Ramos (Mexiko) |

| 27          | 27 november 2022 | Kroatien                                                    | 4 – 1           | Kanada             | Khalifa International Stadium                        |                                                      |
| 19:00 UTC+3 | 19:00 UTC+3      | Andrej Kramarić 36′, 70′ Marko Livaja 44′ Lovro Majer 90+4′ | (2 – 1) Rapport | 2′ Alphonso Davies | Doha Publik: 44 374 Domare: Andrés Matonte (Uruguay) | Doha Publik: 44 374 Domare: Andrés Matonte (Uruguay) |
| 19:00 UTC+3 | 19:00 UTC+3      |                                                             |                 |                    | Doha Publik: 44 374 Domare: Andrés Matonte (Uruguay) | Doha Publik: 44 374 Domare: Andrés Matonte (Uruguay) |
| 19:00 UTC+3 | 19:00 UTC+3      |                                                             |                 |                    | Doha Publik: 44 374 Domare: Andrés Matonte (Uruguay) | Doha Publik: 44 374 Domare: Andrés Matonte (Uruguay) |

| 41          | 1 december 2022 | Kroatien | 0 – 0   | Belgien | Ahmad bin Ali Stadium                                     |                                                           |
| 18:00 UTC+3 | 18:00 UTC+3     |          | Rapport |         | Al Rayyan Publik: 43 984 Domare: Anthony Taylor (England) | Al Rayyan Publik: 43 984 Domare: Anthony Taylor (England) |
| 18:00 UTC+3 | 18:00 UTC+3     |          |         |         | Al Rayyan Publik: 43 984 Domare: Anthony Taylor (England) | Al Rayyan Publik: 43 984 Domare: Anthony Taylor (England) |
| 18:00 UTC+3 | 18:00 UTC+3     |          |         |         | Al Rayyan Publik: 43 984 Domare: Anthony Taylor (England) | Al Rayyan Publik: 43 984 Domare: Anthony Taylor (England) |

| 42          | 1 december 2022 | Kanada                  | 1 – 2           | Marocko                               | Al Thumama Stadium                                    |                                                       |
| 18:00 UTC+3 | 18:00 UTC+3     | Nayef Aguerd 40′ (sjm.) | (1 – 2) Rapport | 4′ Hakim Ziyech 23′ Youssef En-Nesyri | Doha Publik: 43 102 Domare: Raphael Claus (Brasilien) | Doha Publik: 43 102 Domare: Raphael Claus (Brasilien) |
| 18:00 UTC+3 | 18:00 UTC+3     |                         |                 |                                       | Doha Publik: 43 102 Domare: Raphael Claus (Brasilien) | Doha Publik: 43 102 Domare: Raphael Claus (Brasilien) |
| 18:00 UTC+3 | 18:00 UTC+3     |                         |                 |                                       | Doha Publik: 43 102 Domare: Raphael Claus (Brasilien) | Doha Publik: 43 102 Domare: Raphael Claus (Brasilien) |

### Grupp G
| Nr | Lag       | S | V | O | F | GM | IM | MS | P |
| -- | --------- | - | - | - | - | -- | -- | -- | - |
| 1  | Brasilien | 3 | 2 | 0 | 1 | 3  | 1  | +2 | 6 |
| 2  | Schweiz   | 3 | 2 | 0 | 1 | 4  | 3  | +1 | 6 |
| 3  | Kamerun   | 3 | 1 | 1 | 1 | 4  | 4  | 0  | 4 |
| 4  | Serbien   | 3 | 0 | 1 | 2 | 5  | 8  | −3 | 1 |

| 13          | 24 november 2022 | Schweiz          | 1 – 0           | Kamerun | Al Janoub Stadium                                          |                                                            |
| 13:00 UTC+3 | 13:00 UTC+3      | Breel Embolo 48′ | (0 – 0) Rapport |         | al-Wakrah Publik: 39 089 Domare: Facundo Tello (Argentina) | al-Wakrah Publik: 39 089 Domare: Facundo Tello (Argentina) |
| 13:00 UTC+3 | 13:00 UTC+3      |                  |                 |         | al-Wakrah Publik: 39 089 Domare: Facundo Tello (Argentina) | al-Wakrah Publik: 39 089 Domare: Facundo Tello (Argentina) |
| 13:00 UTC+3 | 13:00 UTC+3      |                  |                 |         | al-Wakrah Publik: 39 089 Domare: Facundo Tello (Argentina) | al-Wakrah Publik: 39 089 Domare: Facundo Tello (Argentina) |

| 16          | 24 november 2022 | Brasilien            | 2 – 0           | Serbien | Lusail Iconic Stadium                                |                                                      |
| 22:00 UTC+3 | 22:00 UTC+3      | Richarlison 62′, 73′ | (1 – 0) Rapport |         | Lusail Publik: 88 103 Domare: Alireza Faghani (Iran) | Lusail Publik: 88 103 Domare: Alireza Faghani (Iran) |
| 22:00 UTC+3 | 22:00 UTC+3      |                      |                 |         | Lusail Publik: 88 103 Domare: Alireza Faghani (Iran) | Lusail Publik: 88 103 Domare: Alireza Faghani (Iran) |
| 22:00 UTC+3 | 22:00 UTC+3      |                      |                 |         | Lusail Publik: 88 103 Domare: Alireza Faghani (Iran) | Lusail Publik: 88 103 Domare: Alireza Faghani (Iran) |

| 29          | 28 november 2022 | Kamerun                                                                         | 3 – 3           | Serbien                                                                        | Al Janoub Stadium                                                                        |                                                                                          |
| 13:00 UTC+3 | 13:00 UTC+3      | Jean-Charles Castelletto 29′ Vincent Aboubakar 63′ Eric Maxim Choupo-Moting 66′ | (1 – 2) Rapport | 45+1′ Strahinja Pavlović 45+3′ Sergej Milinković-Savić 53′ Aleksandar Mitrović | Al Wakrah Publik: 39 789 Domare: Mohammed Abdulla Hassan Mohamed (Förenade arabemiraten) | Al Wakrah Publik: 39 789 Domare: Mohammed Abdulla Hassan Mohamed (Förenade arabemiraten) |
| 13:00 UTC+3 | 13:00 UTC+3      |                                                                                 |                 |                                                                                | Al Wakrah Publik: 39 789 Domare: Mohammed Abdulla Hassan Mohamed (Förenade arabemiraten) | Al Wakrah Publik: 39 789 Domare: Mohammed Abdulla Hassan Mohamed (Förenade arabemiraten) |
| 13:00 UTC+3 | 13:00 UTC+3      |                                                                                 |                 |                                                                                | Al Wakrah Publik: 39 789 Domare: Mohammed Abdulla Hassan Mohamed (Förenade arabemiraten) | Al Wakrah Publik: 39 789 Domare: Mohammed Abdulla Hassan Mohamed (Förenade arabemiraten) |

| 31          | 28 november 2022 | Brasilien    | 1 – 0           | Schweiz | Stadium 974                                           |                                                       |
| 19:00 UTC+3 | 19:00 UTC+3      | Casemiro 83′ | (0 – 0) Rapport |         | Doha Publik: 43 649 Domare: Iván Barton (El Salvador) | Doha Publik: 43 649 Domare: Iván Barton (El Salvador) |
| 19:00 UTC+3 | 19:00 UTC+3      |              |                 |         | Doha Publik: 43 649 Domare: Iván Barton (El Salvador) | Doha Publik: 43 649 Domare: Iván Barton (El Salvador) |
| 19:00 UTC+3 | 19:00 UTC+3      |              |                 |         | Doha Publik: 43 649 Domare: Iván Barton (El Salvador) | Doha Publik: 43 649 Domare: Iván Barton (El Salvador) |

| 47          | 2 december 2022 | Serbien                                    | 2 – 3           | Schweiz                                               | Stadium 974                                                |                                                            |
| 22:00 UTC+3 | 22:00 UTC+3     | Aleksandar Mitrović 26′ Dušan Vlahović 35′ | (2 – 2) Rapport | 20′ Xherdan Shaqiri 44′ Breel Embolo 48′ Remo Freuler | Doha Publik: 41 378 Domare: Fernando Rapallini (Argentina) | Doha Publik: 41 378 Domare: Fernando Rapallini (Argentina) |
| 22:00 UTC+3 | 22:00 UTC+3     |                                            |                 |                                                       | Doha Publik: 41 378 Domare: Fernando Rapallini (Argentina) | Doha Publik: 41 378 Domare: Fernando Rapallini (Argentina) |
| 22:00 UTC+3 | 22:00 UTC+3     |                                            |                 |                                                       | Doha Publik: 41 378 Domare: Fernando Rapallini (Argentina) | Doha Publik: 41 378 Domare: Fernando Rapallini (Argentina) |

| 48          | 2 december 2022 | Kamerun                 | 1 – 0           | Brasilien | Lusail Iconic Stadium                             |                                                   |
| 22:00 UTC+3 | 22:00 UTC+3     | Vincent Aboubakar 90+2′ | (0 – 0) Rapport |           | Lusail Publik: 85 986 Domare: Ismail Elfath (USA) | Lusail Publik: 85 986 Domare: Ismail Elfath (USA) |
| 22:00 UTC+3 | 22:00 UTC+3     |                         |                 |           | Lusail Publik: 85 986 Domare: Ismail Elfath (USA) | Lusail Publik: 85 986 Domare: Ismail Elfath (USA) |
| 22:00 UTC+3 | 22:00 UTC+3     |                         |                 |           | Lusail Publik: 85 986 Domare: Ismail Elfath (USA) | Lusail Publik: 85 986 Domare: Ismail Elfath (USA) |

### Grupp H
| Nr | Lag      | S | V | O | F | GM | IM | MS | P |
| -- | -------- | - | - | - | - | -- | -- | -- | - |
| 1  | Portugal | 3 | 2 | 0 | 1 | 6  | 4  | +2 | 6 |
| 2  | Sydkorea | 3 | 1 | 1 | 1 | 4  | 4  | 0  | 4 |
| 3  | Uruguay  | 3 | 1 | 1 | 1 | 2  | 2  | 0  | 4 |
| 4  | Ghana    | 3 | 1 | 0 | 2 | 5  | 7  | −2 | 3 |

| 14          | 24 november 2022 | Uruguay | 0 – 0   | Sydkorea | Education City Stadium                                      |                                                             |
| 16:00 UTC+3 | 16:00 UTC+3      |         | Rapport |          | al-Rayyan Publik: 41 663 Domare: Clément Turpin (Frankrike) | al-Rayyan Publik: 41 663 Domare: Clément Turpin (Frankrike) |
| 16:00 UTC+3 | 16:00 UTC+3      |         |         |          | al-Rayyan Publik: 41 663 Domare: Clément Turpin (Frankrike) | al-Rayyan Publik: 41 663 Domare: Clément Turpin (Frankrike) |
| 16:00 UTC+3 | 16:00 UTC+3      |         |         |          | al-Rayyan Publik: 41 663 Domare: Clément Turpin (Frankrike) | al-Rayyan Publik: 41 663 Domare: Clément Turpin (Frankrike) |

| 15          | 24 november 2022 | Portugal                                                    | 3 – 2           | Ghana                           | Stadium 974                                     |                                                 |
| 19:00 UTC+3 | 19:00 UTC+3      | Cristiano Ronaldo 65′ (str.) João Félix 78′ Rafael Leão 80′ | (0 – 0) Rapport | 73′ André Ayew 89′ Osman Bukari | Doha Publik: 42 662 Domare: Ismail Elfath (USA) | Doha Publik: 42 662 Domare: Ismail Elfath (USA) |
| 19:00 UTC+3 | 19:00 UTC+3      |                                                             |                 |                                 | Doha Publik: 42 662 Domare: Ismail Elfath (USA) | Doha Publik: 42 662 Domare: Ismail Elfath (USA) |
| 19:00 UTC+3 | 19:00 UTC+3      |                                                             |                 |                                 | Doha Publik: 42 662 Domare: Ismail Elfath (USA) | Doha Publik: 42 662 Domare: Ismail Elfath (USA) |

| 30          | 28 november 2022 | Sydkorea              | 2 – 3           | Ghana                                       | Education City Stadium                                    |                                                           |
| 16:00 UTC+3 | 16:00 UTC+3      | Cho Gue-sung 58′, 61′ | (0 – 2) Rapport | 24′ Mohammed Salisu 34′, 68′ Mohammed Kudus | al-Rayyan Publik: 43 983 Domare: Anthony Taylor (England) | al-Rayyan Publik: 43 983 Domare: Anthony Taylor (England) |
| 16:00 UTC+3 | 16:00 UTC+3      |                       |                 |                                             | al-Rayyan Publik: 43 983 Domare: Anthony Taylor (England) | al-Rayyan Publik: 43 983 Domare: Anthony Taylor (England) |
| 16:00 UTC+3 | 16:00 UTC+3      |                       |                 |                                             | al-Rayyan Publik: 43 983 Domare: Anthony Taylor (England) | al-Rayyan Publik: 43 983 Domare: Anthony Taylor (England) |

| 32          | 28 november 2022 | Portugal                          | 2 – 0   | Uruguay | Lusail Iconic Stadium                                |                                                      |
| 22:00 UTC+3 | 22:00 UTC+3      | Bruno Fernandes 54′, 90+3′ (str.) | Rapport |         | Lusail Publik: 88 668 Domare: Alireza Faghani (Iran) | Lusail Publik: 88 668 Domare: Alireza Faghani (Iran) |
| 22:00 UTC+3 | 22:00 UTC+3      |                                   |         |         | Lusail Publik: 88 668 Domare: Alireza Faghani (Iran) | Lusail Publik: 88 668 Domare: Alireza Faghani (Iran) |
| 22:00 UTC+3 | 22:00 UTC+3      |                                   |         |         | Lusail Publik: 88 668 Domare: Alireza Faghani (Iran) | Lusail Publik: 88 668 Domare: Alireza Faghani (Iran) |

| 45          | 2 december 2022 | Ghana | 0 – 2           | Uruguay                         | Al Janoub Stadium                                          |                                                            |
| 18:00 UTC+3 | 18:00 UTC+3     |       | (0 – 2) Rapport | 26′, 32′ Giorgian De Arrascaeta | al-Wakrah Publik: 43 443 Domare: Daniel Siebert (Tyskland) | al-Wakrah Publik: 43 443 Domare: Daniel Siebert (Tyskland) |
| 18:00 UTC+3 | 18:00 UTC+3     |       |                 |                                 | al-Wakrah Publik: 43 443 Domare: Daniel Siebert (Tyskland) | al-Wakrah Publik: 43 443 Domare: Daniel Siebert (Tyskland) |
| 18:00 UTC+3 | 18:00 UTC+3     |       |                 |                                 | al-Wakrah Publik: 43 443 Domare: Daniel Siebert (Tyskland) | al-Wakrah Publik: 43 443 Domare: Daniel Siebert (Tyskland) |

| 46          | 2 december 2022 | Sydkorea                                | 2 – 1           | Portugal         | Education City Stadium                                     |                                                            |
| 18:00 UTC+3 | 18:00 UTC+3     | Kim Young-Gwon 27′ Hwang Hee-chan 90+1′ | (1 – 1) Rapport | 5′ Ricardo Horta | al-Rayyan Publik: 44 097 Domare: Facundo Tello (Argentina) | al-Rayyan Publik: 44 097 Domare: Facundo Tello (Argentina) |
| 18:00 UTC+3 | 18:00 UTC+3     |                                         |                 |                  | al-Rayyan Publik: 44 097 Domare: Facundo Tello (Argentina) | al-Rayyan Publik: 44 097 Domare: Facundo Tello (Argentina) |
| 18:00 UTC+3 | 18:00 UTC+3     |                                         |                 |                  | al-Rayyan Publik: 44 097 Domare: Facundo Tello (Argentina) | al-Rayyan Publik: 44 097 Domare: Facundo Tello (Argentina) |

## Slutspel

### Slutspelsträd
|  | Åttondelsfinaler | Åttondelsfinaler |                  |       | Kvartsfinaler | Kvartsfinaler |             |             | Semifinaler | Semifinaler |  |  | Final | Final |
|  |                  |                  |                  |       |               |               |             |             |             |             |  |  |       |       |
|  | 3 december       |                  |                  |       |               |               |             |             |             |             |  |  |       |       |
|  |                  |                  |                  |       |               |               |             |             |             |             |  |  |       |       |
|  | Nederländerna    | 3                |                  |       |               |               |             |             |             |             |  |  |       |       |
|  | Nederländerna    | 3                | 9 december       |       |               |               |             |             |             |             |  |  |       |       |
|  | USA              | 1                |                  |       |               |               |             |             |             |             |  |  |       |       |
|  | USA              | 1                | Nederländerna    | 2 (3) |               |               |             |             |             |             |  |  |       |       |
|  | 3 december       |                  | Nederländerna    | 2 (3) |               |               |             |             |             |             |  |  |       |       |
|  |                  | Argentina (str.) | 2 (4)            |       |               |               |             |             |             |             |  |  |       |       |
|  | Argentina        | Argentina (str.) | 2 (4)            | 2     |               |               |             |             |             |             |  |  |       |       |
|  | Argentina        |                  | 13 december      | 2     |               |               |             |             |             |             |  |  |       |       |
|  | Australien       | 1                |                  |       |               |               |             |             |             |             |  |  |       |       |
|  | Australien       | 1                | Argentina        | 3     |               |               |             |             |             |             |  |  |       |       |
|  | 5 december       |                  | Argentina        | 3     |               |               |             |             |             |             |  |  |       |       |
|  |                  | Kroatien         | 0                |       |               |               |             |             |             |             |  |  |       |       |
|  | Japan            | Kroatien         | 0                | 1 (1) |               |               |             |             |             |             |  |  |       |       |
|  | Japan            | 9 december       |                  | 1 (1) |               |               |             |             |             |             |  |  |       |       |
|  | Kroatien (str.)  | 1 (3)            |                  |       |               |               |             |             |             |             |  |  |       |       |
|  | Kroatien (str.)  | 1 (3)            | Kroatien (str.)  | 1 (4) |               |               |             |             |             |             |  |  |       |       |
|  | 5 december       |                  | Kroatien (str.)  | 1 (4) |               |               |             |             |             |             |  |  |       |       |
|  |                  | Brasilien        | 1 (2)            |       |               |               |             |             |             |             |  |  |       |       |
|  | Brasilien        | Brasilien        | 1 (2)            | 4     |               |               |             |             |             |             |  |  |       |       |
|  | Brasilien        |                  | 18 december      | 4     |               |               |             |             |             |             |  |  |       |       |
|  | Sydkorea         | 1                |                  |       |               |               |             |             |             |             |  |  |       |       |
|  | Sydkorea         | 1                | Argentina (str.) | 3 (4) |               |               |             |             |             |             |  |  |       |       |
|  | 4 december       |                  | Argentina (str.) | 3 (4) |               |               |             |             |             |             |  |  |       |       |
|  |                  | Frankrike        | 3 (2)            |       |               |               |             |             |             |             |  |  |       |       |
|  | England          | Frankrike        | 3 (2)            | 3     |               |               |             |             |             |             |  |  |       |       |
|  | England          | 10 december      |                  | 3     |               |               |             |             |             |             |  |  |       |       |
|  | Senegal          | 0                |                  |       |               |               |             |             |             |             |  |  |       |       |
|  | Senegal          | 0                | England          | 1     |               |               |             |             |             |             |  |  |       |       |
|  | 4 december       |                  | England          | 1     |               |               |             |             |             |             |  |  |       |       |
|  |                  | Frankrike        | 2                |       |               |               |             |             |             |             |  |  |       |       |
|  | Frankrike        | Frankrike        | 2                | 3     |               |               |             |             |             |             |  |  |       |       |
|  | Frankrike        |                  | 14 december      | 3     |               |               |             |             |             |             |  |  |       |       |
|  | Polen            | 1                |                  |       |               |               |             |             |             |             |  |  |       |       |
|  | Polen            | 1                | Frankrike        | 2     |               |               |             |             |             |             |  |  |       |       |
|  | 6 december       |                  | Frankrike        | 2     |               |               |             |             |             |             |  |  |       |       |
|  |                  | Marocko          | 0                |       | Bronsmatch    | Bronsmatch    |             |             |             |             |  |  |       |       |
|  | Marocko (str.)   | Marocko          | 0                | 0 (3) | Bronsmatch    | Bronsmatch    |             |             |             |             |  |  |       |       |
|  | Marocko (str.)   | 10 december      | 10 december      | 0 (3) |               |               | 17 december | 17 december |             |             |  |  |       |       |
|  | Spanien          | 10 december      | 10 december      | 0 (0) |               |               | 17 december | 17 december |             |             |  |  |       |       |
|  | Spanien          | Marocko          | 1                | 0 (0) | Kroatien      | 2             |             |             |             |             |  |  |       |       |
|  | 6 december       | Marocko          | 1                |       | Kroatien      | 2             |             |             |             |             |  |  |       |       |
|  |                  | Portugal         | 0                |       | Marocko       | 1             |             |             |             |             |  |  |       |       |
|  | Portugal         | Portugal         | 0                | 6     | Marocko       | 1             |             |             |             |             |  |  |       |       |
|  | Portugal         |                  |                  | 6     |               |               |             |             |             |             |  |  |       |       |
|  | Schweiz          | 1                |                  |       |               |               |             |             |             |             |  |  |       |       |
|  | Schweiz          | 1                |                  |       |               |               |             |             |             |             |  |  |       |       |

### Åttondelsfinaler
| 49          | 3 december 2022 | Nederländerna                                           | 3 – 1           | USA             | Khalifa International Stadium                          |                                                        |
| 18:00 UTC+3 | 18:00 UTC+3     | Memphis Depay 10′ Daley Blind 45+1′ Denzel Dumfries 81′ | (2 – 0) Rapport | 76′ Haji Wright | Doha Publik: 44 846 Domare: Wilton Sampaio (Brasilien) | Doha Publik: 44 846 Domare: Wilton Sampaio (Brasilien) |
| 18:00 UTC+3 | 18:00 UTC+3     |                                                         |                 |                 | Doha Publik: 44 846 Domare: Wilton Sampaio (Brasilien) | Doha Publik: 44 846 Domare: Wilton Sampaio (Brasilien) |
| 18:00 UTC+3 | 18:00 UTC+3     |                                                         |                 |                 | Doha Publik: 44 846 Domare: Wilton Sampaio (Brasilien) | Doha Publik: 44 846 Domare: Wilton Sampaio (Brasilien) |

| 50          | 3 december 2022 | Argentina                           | 2 – 1           | Australien                | Ahmad bin Ali Stadium                                     |                                                           |
| 22:00 UTC+3 | 22:00 UTC+3     | Lionel Messi 35′ Julián Álvarez 57′ | (1 – 0) Rapport | 77′ (sjm.) Enzo Fernández | al-Rayyan Publik: 45 032 Domare: Szymon Marciniak (Polen) | al-Rayyan Publik: 45 032 Domare: Szymon Marciniak (Polen) |
| 22:00 UTC+3 | 22:00 UTC+3     |                                     |                 |                           | al-Rayyan Publik: 45 032 Domare: Szymon Marciniak (Polen) | al-Rayyan Publik: 45 032 Domare: Szymon Marciniak (Polen) |
| 22:00 UTC+3 | 22:00 UTC+3     |                                     |                 |                           | al-Rayyan Publik: 45 032 Domare: Szymon Marciniak (Polen) | al-Rayyan Publik: 45 032 Domare: Szymon Marciniak (Polen) |

| 52          | 4 december 2022 | Frankrike                                   | 3 – 1           | Polen                           | Al Thumama Stadium                                       |                                                          |
| 18:00 UTC+3 | 18:00 UTC+3     | Olivier Giroud 44′ Kylian Mbappé 74′, 90+1′ | (1 – 0) Rapport | 90+9′ (str.) Robert Lewandowski | Doha Publik: 40 989 Domare: Jesús Valenzuela (Venezuela) | Doha Publik: 40 989 Domare: Jesús Valenzuela (Venezuela) |
| 18:00 UTC+3 | 18:00 UTC+3     |                                             |                 |                                 | Doha Publik: 40 989 Domare: Jesús Valenzuela (Venezuela) | Doha Publik: 40 989 Domare: Jesús Valenzuela (Venezuela) |
| 18:00 UTC+3 | 18:00 UTC+3     |                                             |                 |                                 | Doha Publik: 40 989 Domare: Jesús Valenzuela (Venezuela) | Doha Publik: 40 989 Domare: Jesús Valenzuela (Venezuela) |

| 51          | 4 december 2022 | England                                               | 3 – 0           | Senegal | Al Bayt Stadium                                          |                                                          |
| 22:00 UTC+3 | 22:00 UTC+3     | Jordan Henderson 38′ Harry Kane 45+3′ Bukayo Saka 57′ | (2 – 0) Rapport |         | al-Khor Publik: 65 985 Domare: Iván Barton (El Salvador) | al-Khor Publik: 65 985 Domare: Iván Barton (El Salvador) |
| 22:00 UTC+3 | 22:00 UTC+3     |                                                       |                 |         | al-Khor Publik: 65 985 Domare: Iván Barton (El Salvador) | al-Khor Publik: 65 985 Domare: Iván Barton (El Salvador) |
| 22:00 UTC+3 | 22:00 UTC+3     |                                                       |                 |         | al-Khor Publik: 65 985 Domare: Iván Barton (El Salvador) | al-Khor Publik: 65 985 Domare: Iván Barton (El Salvador) |

| 53          | 5 december 2022 | Japan                                                  | 0000 1 – 1 (e.fl.)         | Kroatien                                                  | Al Janoub Stadium                                    |                                                      |
| 18:00 UTC+3 | 18:00 UTC+3     | Daizen Maeda 43′                                       | (1 – 0) Rapport            | 55′ Ivan Perišić                                          | al-Wakrah Publik: 42 523 Domare: Ismail Elfath (USA) | al-Wakrah Publik: 42 523 Domare: Ismail Elfath (USA) |
| 18:00 UTC+3 | 18:00 UTC+3     |                                                        |                            |                                                           | al-Wakrah Publik: 42 523 Domare: Ismail Elfath (USA) | al-Wakrah Publik: 42 523 Domare: Ismail Elfath (USA) |
| 18:00 UTC+3 | 18:00 UTC+3     | Takumi Minamino Kaoru Mitoma Takuma Asano Maya Yoshida | Straffsparksläggning 1 – 3 | Nikola Vlašić Marcelo Brozović Marko Livaja Mario Pašalić | al-Wakrah Publik: 42 523 Domare: Ismail Elfath (USA) | al-Wakrah Publik: 42 523 Domare: Ismail Elfath (USA) |

| 54          | 5 december 2022 | Brasilien                                                              | 4 – 1           | Sydkorea          | Stadium 974                                            |                                                        |
| 22:00 UTC+3 | 22:00 UTC+3     | Vinícius Júnior 7′ Neymar 13′ (str.) Richarlison 29′ Lucas Paquetá 36′ | (4 – 0) Rapport | 76′ Paik Seung-ho | Doha Publik: 43 847 Domare: Clément Turpin (Frankrike) | Doha Publik: 43 847 Domare: Clément Turpin (Frankrike) |
| 22:00 UTC+3 | 22:00 UTC+3     |                                                                        |                 |                   | Doha Publik: 43 847 Domare: Clément Turpin (Frankrike) | Doha Publik: 43 847 Domare: Clément Turpin (Frankrike) |
| 22:00 UTC+3 | 22:00 UTC+3     |                                                                        |                 |                   | Doha Publik: 43 847 Domare: Clément Turpin (Frankrike) | Doha Publik: 43 847 Domare: Clément Turpin (Frankrike) |

| 55          | 6 december 2022 | Marocko                                                  | 0000 0 – 0 (e.fl.)         | Spanien                                    | Education City Stadium                                          |                                                                 |
| 18:00 UTC+3 | 18:00 UTC+3     |                                                          | Rapport                    |                                            | Al Rayyan Publik: 44 667 Domare: Fernando Rapallini (Argentina) | Al Rayyan Publik: 44 667 Domare: Fernando Rapallini (Argentina) |
| 18:00 UTC+3 | 18:00 UTC+3     |                                                          |                            |                                            | Al Rayyan Publik: 44 667 Domare: Fernando Rapallini (Argentina) | Al Rayyan Publik: 44 667 Domare: Fernando Rapallini (Argentina) |
| 18:00 UTC+3 | 18:00 UTC+3     | Abdelhamid Sabiri Hakim Ziyech Badr Benoun Achraf Hakimi | Straffsparksläggning 3 – 0 | Pablo Sarabia Carlos Soler Sergio Busquets | Al Rayyan Publik: 44 667 Domare: Fernando Rapallini (Argentina) | Al Rayyan Publik: 44 667 Domare: Fernando Rapallini (Argentina) |

| 56          | 6 december 2022 | Portugal                                                                     | 6 – 1           | Schweiz           | Lusail Iconic Stadium                                     |                                                           |
| 22:00 UTC+3 | 22:00 UTC+3     | Gonçalo Ramos 17′, 51′, 67′ Pepe 33′ Raphaël Guerreiro 55′ Rafael Leão 90+2′ | (2 – 0) Rapport | 58′ Manuel Akanji | Lusail Publik: 83 720 Domare: César Arturo Ramos (Mexiko) | Lusail Publik: 83 720 Domare: César Arturo Ramos (Mexiko) |
| 22:00 UTC+3 | 22:00 UTC+3     |                                                                              |                 |                   | Lusail Publik: 83 720 Domare: César Arturo Ramos (Mexiko) | Lusail Publik: 83 720 Domare: César Arturo Ramos (Mexiko) |
| 22:00 UTC+3 | 22:00 UTC+3     |                                                                              |                 |                   | Lusail Publik: 83 720 Domare: César Arturo Ramos (Mexiko) | Lusail Publik: 83 720 Domare: César Arturo Ramos (Mexiko) |

### Kvartsfinaler
| 58          | 9 december 2022 | Kroatien                                           | 0000 1 – 1 (e.fl.)         | Brasilien                         | Education City Stadium                                    |                                                           |
| 18:00 UTC+3 | 18:00 UTC+3     | Bruno Petković 117′                                | (0 – 0) Rapport            | 105+1′ Neymar                     | al-Rayyan Publik: 43 893 Domare: Michael Oliver (England) | al-Rayyan Publik: 43 893 Domare: Michael Oliver (England) |
| 18:00 UTC+3 | 18:00 UTC+3     |                                                    |                            |                                   | al-Rayyan Publik: 43 893 Domare: Michael Oliver (England) | al-Rayyan Publik: 43 893 Domare: Michael Oliver (England) |
| 18:00 UTC+3 | 18:00 UTC+3     | Nikola Vlašić Lovro Majer Luka Modrić Mislav Oršić | Straffsparksläggning 4 – 2 | Rodrygo Casemiro Pedro Marquinhos | al-Rayyan Publik: 43 893 Domare: Michael Oliver (England) | al-Rayyan Publik: 43 893 Domare: Michael Oliver (England) |

| 57          | 9 december 2022 | Nederländerna                                                               | 0000 2 – 2 (e.fl.)         | Argentina                                                                    | Lusail Iconic Stadium                                       |                                                             |
| 22:00 UTC+3 | 22:00 UTC+3     | Wout Weghorst 83′, 90+11′                                                   | (0 – 1) Rapport            | 35′ Nahuel Molina 73′ (str.) Lionel Messi                                    | Lusail Publik: 88 235 Domare: Antonio Mateu Lahoz (Spanien) | Lusail Publik: 88 235 Domare: Antonio Mateu Lahoz (Spanien) |
| 22:00 UTC+3 | 22:00 UTC+3     |                                                                             |                            |                                                                              | Lusail Publik: 88 235 Domare: Antonio Mateu Lahoz (Spanien) | Lusail Publik: 88 235 Domare: Antonio Mateu Lahoz (Spanien) |
| 22:00 UTC+3 | 22:00 UTC+3     | Virgil van Dijk Steven Berghuis Teun Koopmeiners Wout Weghorst Luuk de Jong | Straffsparksläggning 3 – 4 | Lionel Messi Leandro Paredes Gonzalo Montiel Enzo Fernández Lautaro Martínez | Lusail Publik: 88 235 Domare: Antonio Mateu Lahoz (Spanien) | Lusail Publik: 88 235 Domare: Antonio Mateu Lahoz (Spanien) |

| 60          | 10 december 2022 | Marocko               | 1 – 0           | Portugal | Al Thumama Stadium                                    |                                                       |
| 18:00 UTC+3 | 18:00 UTC+3      | Youssef En-Nesyri 42′ | (1 – 0) Rapport |          | Doha Publik: 44 198 Domare: Facundo Tello (Argentina) | Doha Publik: 44 198 Domare: Facundo Tello (Argentina) |
| 18:00 UTC+3 | 18:00 UTC+3      |                       |                 |          | Doha Publik: 44 198 Domare: Facundo Tello (Argentina) | Doha Publik: 44 198 Domare: Facundo Tello (Argentina) |
| 18:00 UTC+3 | 18:00 UTC+3      |                       |                 |          | Doha Publik: 44 198 Domare: Facundo Tello (Argentina) | Doha Publik: 44 198 Domare: Facundo Tello (Argentina) |

| 59          | 10 december 2022 | England               | 1 – 2           | Frankrike                                  | Al Bayt Stadium                                           |                                                           |
| 22:00 UTC+3 | 22:00 UTC+3      | Harry Kane 54′ (str.) | (0 – 1) Rapport | 17′ Aurélien Tchouaméni 78′ Olivier Giroud | al-Khor Publik: 68 895 Domare: Wilton Sampaio (Brasilien) | al-Khor Publik: 68 895 Domare: Wilton Sampaio (Brasilien) |
| 22:00 UTC+3 | 22:00 UTC+3      |                       |                 |                                            | al-Khor Publik: 68 895 Domare: Wilton Sampaio (Brasilien) | al-Khor Publik: 68 895 Domare: Wilton Sampaio (Brasilien) |
| 22:00 UTC+3 | 22:00 UTC+3      |                       |                 |                                            | al-Khor Publik: 68 895 Domare: Wilton Sampaio (Brasilien) | al-Khor Publik: 68 895 Domare: Wilton Sampaio (Brasilien) |

### Semifinaler
| 61          | 13 december 2022 | Argentina                                       | 3 – 0           | Kroatien | Lusail Iconic Stadium                                  |                                                        |
| 22:00 UTC+3 | 22:00 UTC+3      | Lionel Messi 34′ (str.) Julián Álvarez 39′, 69′ | (2 – 0) Rapport |          | Lusail Publik: 88 966 Domare: Daniele Orsato (Italien) | Lusail Publik: 88 966 Domare: Daniele Orsato (Italien) |
| 22:00 UTC+3 | 22:00 UTC+3      |                                                 |                 |          | Lusail Publik: 88 966 Domare: Daniele Orsato (Italien) | Lusail Publik: 88 966 Domare: Daniele Orsato (Italien) |
| 22:00 UTC+3 | 22:00 UTC+3      |                                                 |                 |          | Lusail Publik: 88 966 Domare: Daniele Orsato (Italien) | Lusail Publik: 88 966 Domare: Daniele Orsato (Italien) |

| 62          | 14 december 2022 | Frankrike                               | 2 – 0           | Marocko | Al Bayt Stadium                                            |                                                            |
| 22:00 UTC+3 | 22:00 UTC+3      | Theo Hernandez 5′ Randal Kolo Muani 79′ | (1 – 0) Rapport |         | al-Khor Publik: 68 294 Domare: César Arturo Ramos (Mexiko) | al-Khor Publik: 68 294 Domare: César Arturo Ramos (Mexiko) |
| 22:00 UTC+3 | 22:00 UTC+3      |                                         |                 |         | al-Khor Publik: 68 294 Domare: César Arturo Ramos (Mexiko) | al-Khor Publik: 68 294 Domare: César Arturo Ramos (Mexiko) |
| 22:00 UTC+3 | 22:00 UTC+3      |                                         |                 |         | al-Khor Publik: 68 294 Domare: César Arturo Ramos (Mexiko) | al-Khor Publik: 68 294 Domare: César Arturo Ramos (Mexiko) |

### Bronsmatch
| 63          | 17 december 2022 | Kroatien                           | 2 – 1           | Marocko        | Khalifa International Stadium                             |                                                           |
| 18:00 UTC+3 | 18:00 UTC+3      | Joško Gvardiol 7′ Mislav Oršić 42′ | (2 – 1) Rapport | 9′ Achraf Dari | Doha Publik: 44 137 Domare: Abdulrahman Al-Jassim (Qatar) | Doha Publik: 44 137 Domare: Abdulrahman Al-Jassim (Qatar) |
| 18:00 UTC+3 | 18:00 UTC+3      |                                    |                 |                | Doha Publik: 44 137 Domare: Abdulrahman Al-Jassim (Qatar) | Doha Publik: 44 137 Domare: Abdulrahman Al-Jassim (Qatar) |
| 18:00 UTC+3 | 18:00 UTC+3      |                                    |                 |                | Doha Publik: 44 137 Domare: Abdulrahman Al-Jassim (Qatar) | Doha Publik: 44 137 Domare: Abdulrahman Al-Jassim (Qatar) |

### Final
| 64          | 18 december 2022 | Argentina                                                 | 0000 3 – 3 (e.fl.)         | Frankrike                                                          | Lusail Iconic Stadium                                  |                                                        |
| 18:00 UTC+3 | 18:00 UTC+3      | Lionel Messi 23′ (str.), 109′ Ángel Di María 36′          | (2 – 0) Rapport            | 80′ (str.), 81′, 118′ (str.) Kylian Mbappé                         | Lusail Publik: 88 966 Domare: Szymon Marciniak (Polen) | Lusail Publik: 88 966 Domare: Szymon Marciniak (Polen) |
| 18:00 UTC+3 | 18:00 UTC+3      |                                                           |                            |                                                                    | Lusail Publik: 88 966 Domare: Szymon Marciniak (Polen) | Lusail Publik: 88 966 Domare: Szymon Marciniak (Polen) |
| 18:00 UTC+3 | 18:00 UTC+3      | Lionel Messi Paulo Dybala Leandro Paredes Gonzalo Montiel | Straffsparksläggning 4 – 2 | Kylian Mbappé Kingsley Coman Aurélien Tchouaméni Randal Kolo Muani | Lusail Publik: 88 966 Domare: Szymon Marciniak (Polen) | Lusail Publik: 88 966 Domare: Szymon Marciniak (Polen) |

## Statistik

### Målskyttar
8 mål
- Kylian Mbappé

7 mål
- Lionel Messi

4 mål
- Julián Álvarez
- Olivier Giroud

3 mål
- Richarlison
- Enner Valencia
- Marcus Rashford
- Bukayo Saka
- Cody Gakpo
- Gonçalo Ramos
- Álvaro Morata

2 mål
- Neymar
- Harry Kane
- Mohammed Kudus
- Mehdi Taremi
- Ritsu Dōan
- Vincent Aboubakar
- Andrej Kramarić
- Youssef En-Nesyri
- Wout Weghorst
- Robert Lewandowski
- Bruno Fernandes
- Rafael Leão
- Salem Al-Dawsari
- Breel Embolo
- Aleksandar Mitrović
- Ferran Torres
- Cho Gue-sung
- Niclas Füllkrug
- Kai Havertz
- Giorgian De Arrascaeta

1 mål
- Ángel Di María
- Enzo Fernández
- Alexis Mac Allister
- Nahuel Molina
- Mitchell Duke
- Craig Goodwin
- Mathew Leckie
- Michy Batshuayi
- Casemiro
- Lucas Paquetá
- Vinícius Júnior
- Yeltsin Tejeda
- Keysher Fuller
- Andreas Christensen
- Moises Caicedo
- Jude Bellingham
- Phil Foden
- Jack Grealish
- Jordan Henderson
- Raheem Sterling
- Theo Hernandez
- Randal Kolo Muani
- Adrien Rabiot
- Aurélien Tchouaméni
- André Ayew
- Osman Bukari
- Mohammed Salisu
- Roozbeh Cheshmi
- Ramin Rezaeian
- Takuma Asano
- Daizen Maeda
- Ao Tanaka
- Jean-Charles Castelletto
- Eric Maxim Choupo-Moting
- Alphonso Davies
- Joško Gvardiol
- Marko Livaja
- Lovro Majer
- Mislav Oršić
- Ivan Perišić
- Bruno Petković
- Zakaria Aboukhlal
- Achraf Dari
- Romain Saïss
- Hakim Ziyech
- Luis Chávez
- Henry Martín
- Daley Blind
- Frenkie de Jong
- Memphis Depay
- Denzel Dumfries
- Davy Klaassen
- Piotr Zieliński
- João Félix
- Raphaël Guerreiro
- Ricardo Horta
- Pepe
- Cristiano Ronaldo
- Mohammed Muntari
- Saleh Al-Shehri
- Manuel Akanji
- Remo Freuler
- Xherdan Shaqiri
- Boulaye Dia
- Famara Diedhiou
- Cheikh Dieng
- Kalidou Koulibaly
- Ismaïla Sarr
- Sergej Milinković-Savić
- Strahinja Pavlović
- Dušan Vlahović
- Marco Asensio
- Gavi
- Dani Olmo
- Carlos Soler
- Hwang Hee-chan
- Kim Young-Gwon
- Paik Seung-ho
- Wahbi Khazri
- Serge Gnabry
- İlkay Gündoğan
- Christian Pulisic
- Timothy Weah
- Haji Wright
- Gareth Bale

Självmål
- Enzo Fernández (mot Australien)
- Nayef Aguerd (mot Kanada)
- Manuel Neuer (mot Costa Rica)

## Kritik

### Mänskliga rättigheter
Valet av Qatar som värdnation för världsmästerskapet i fotboll 2022 har fått kritik, framför allt vad gäller värdnationen Qatars syn på mänskliga rättigheter och för att landet vill använda fotbollen för att förbättra sitt eget rykte, så kallad sportswashing. FIFA har i olika sammanhang uppmanat de deltagande lagen att "fokusera på fotboll" och undvika ideologiska strider.
För att visa på fotbollens enande kraft har FIFA också annonserat ett antal "kampanjer" som utgör teman eller rubriker till gruppspel och slutspel. Kampanjerna är:
- Första gruppspelsrundan: Football Unites The World
- Andra gruppspelsrundan: Save The Planet
- Tredje gruppspelsrundan: Protect Children samt Share The Meal
- Åttondelsfinaler: Education For All samt Football For Schools
- Kvartsfinaler: No Discrimination
- Semifinaler: Be Active samt Bring The Moves
- Bronsmatch och Final: Football Is Joy, Passion, Hope, Love and Peace samt en upprepning av Football Unites The World

FIFA-presidenten Gianni Infantino har också bemött kritiken i ett en timma långt tal, där han bland annat menar att europeiska länder är hycklare och borde börja med att be om ursäkt för de senaste 3 000 årens förtryck innan de lär ut moral och etik till andra.
Trots det har kritiken fortsatt. I Norge röstade fotbollsförbundet om ett förslag att bojkotta världsmästerskapen; förslaget föll med röstsiffrorna 368–121, men Norge markerade ändå genom att bära matchtröjor med politiska budskap under VM-kvalet. Även Nederländerna och Tyskland har genomfört liknande protester under kvalet. Några veckor före världsmästerskapets start gjorde 16 australiensiska landslagsspelare ett uttalande mot Qatars brott mot mänskliga rättigheter.
Spelare och nationella fotbollsförbund har kritiserat att homosexuella inte är välkomna till VM, eftersom homosexualitet är förbjudet i qatarisk lag. Flera europeiska lag meddelade att deras lagkaptener ville bära en regnbågsfärgad armbindel till stöd för HBTQ-personers rättigheter, men bara dagar före fotbolls-VM inleddes meddelade FIFA att armbindlarna förbjuds. Först efter att FIFA hotat med att straffa lagkaptenerna med ett gult kort backade lagen. FIFA har även stoppat Danmark och Belgien att använda vissa matchkläder som tar ställning för allas lika rättigheter. Journalister och kommentatorer från bland annat engelska BBC och tyska ZDF har dock fortsatt att markera, genom att bära den aktuella armbindeln eller regnbågsfärgade kläder i sändning från Qatar.
Internationellt har även Qatars censurregler och förbud för utländska journalister att bevaka världsmästerskapet lyfts fram, av så väl medier som mänskliga rättighetsorganisationer.

### Fackliga rättigheter
Se även: Kafala-systemet
Fackliga rättigheter för de gästarbetare som arbetar på och kring VM har också uppmärksammats, särskilt arbetsplatsolyckor och dödsfall bland byggarbetare. Under 2013 varnade Internationella fackliga samorganisationen för att ungefär tolv arbetare per vecka, minst 4 000 vid byggslutet, skulle mista livet om inte förhållandena förbättrades. I november 2014 uppskattades det att närmare 1 400 arbetare sysselsatta med världsmästerskapsrelaterade byggarbeten hade dött. Många av de döda var från Nepal, Indien och Bangladesh. I februari 2021 rapporterade The Guardian att mer än 6 500 utländska gästarbetare avlidit i samband med byggarbetena inför världsmästerskapet.
Qatar har svarat på en del av kritiken genom att genomföra ett antal arbetsrättsliga reformer, bland annat genom att tillåta gästarbetarna att säga upp sig från sin anställning eller att lämna landet utan att be arbetsgivaren om tillstånd. Mänskliga rättighetsorganisationer som Amnesty International och Human Rights Watch lyfter dock fram att Qatar bara föreslagit vissa av förändringarna, och att de internationella protesterna måste fortsätta för att förändringarna ska genomföras.

### Utövarperspektiv
Kritiken om Qatars brott mot mänskliga rättigheter handlar också om att det kan vara svårt eller farligt för kvinnor och HBTQ-personer att delta i turneringen – oavsett om de är spelare, funktionärer eller supporters. Qatar tillämpar dödsstraff för homosexualitet och HBTQ-aktivism är olaglig i landet. Religionsfriheten är också ytterst begränsad då muslimer som väljer att sluta tro på islam riskerar dödsstraff. Utövandet av andra religioner än islam får inte ske offentligt.
Ett annat utövarperspektiv är faran med att arrangera VM i ett land som har 40 grader Celsius varmt under juni och juli. Ett förslag som lyfts fram av Franz Beckenbauer och som fått stöd av många viktiga personer såsom Fifas ordförande Sepp Blatter och Uefas ordförande Michel Platini är att flytta turneringen till januari, då temperaturen är lägre. Den ursprungliga tidpunkten för turneringen har därför ändrats. Kalenderförändringen har lett till att andra idrottsevenemang behövt byta datum, inte minst de europeiska fotbollsligorna.

### Klagomål mot deltagande länder
Andra klagomål har gällt deltagande länder. Efter att protesterna i Iran bröt ut i september 2022 har det även riktats kritik, framförallt från sociala medier, om att Iran tillåts delta i mästerskapet med uppmaningar om att bojkotta turneringen, inte minst den tidiga matchen mellan England och Iran.

### Behandling av judiska besökare
Qatar hade tidigare lovat att förse judiska turister med tillagad koshermat och offentliga judiska bönetjänster vid fotbolls-VM 2022. Qatar gjorde ingetdera och hävdade att de inte kunde säkra judarnas säkerhet på offentliga platser medan många av dem klagade över att de senare inte hade någon mat tillgänglig att äta.

### Miljöpåverkan
Turneringen har fått kritik för sin miljö- och klimatpåverkan. Fifa påstod att turneringen var det första "helt koldioxidneutrala VM". Men en schweizisk tillsynsmyndighet underkände detta som ”ogrundade påståenden”. Klimatforskaren och professorn Kevin Anderson vid University of Manchester kallade uttalandet för "djupt vilseledande och otroligt farligt".

## Sponsorer
| FIFA partners                                                                          | FIFA Världsmästerskap sponsorer                                                                     |
| -------------------------------------------------------------------------------------- | --------------------------------------------------------------------------------------------------- |
| - Adidas - Coca-Cola - Hyundai–Kia - Qatar Airways - Qatar Energy - Visa - Wanda Group | - Anheuser-Busch InBev - Byju's - Crypto.com - Hisense - McDonald's - Mengniu Dairy - TikTok - Vivo |

## Sändningsrättigheter
- Albanien - RTSH
- Armenien - ARMTV
- Australien - SBS
- Sverige - SVT, TV4 [48]
- Finland - Yle
- Norge - NRK, TV 2 (Norge)